# Дейтон (Вайоминг)
Дейтон (англ. Dayton) — город, расположенный в округе Шеридан (штат Вайоминг, США) с населением в 678 человек по статистическим данным переписи 2000 года.

## География
По данным Бюро переписи населения США, город Дейтон имеет общую площадь в 1,29 квадратных километров, водных ресурсов в черте населённого пункта не имеется.
Город Дейтон расположен на высоте 1195 метров над уровнем моря.

## Демография
По данным переписи населения 2000 года, в Дейтоне проживало 678 человек, 186 семей, насчитывалось 277 домашних хозяйств и 304 жилых дома. Средняя плотность населения составляла около 552 человек на один квадратный километр. Расовый состав Дейтона по данным переписи распределился следующим образом: 94,69 % белых, 0,15 % — чёрных или афроамериканцев, 3,10 % — коренных американцев, 0,44 % — азиатов, 1,18 % — представителей смешанных рас, 0,44 % — других народностей. Испаноговорящие составили 1,62 % от всех жителей города.
Из 277 домашних хозяйств в 32,1 % — воспитывали детей в возрасте до 18 лет, 55,6 % представляли собой совместно проживающие супружеские пары, в 9,4 % семей женщины проживали без мужей, 32,5 % не имели семей. 27,4 % от общего числа семей на момент переписи жили самостоятельно, при этом 11,2 % составили одинокие пожилые люди в возрасте 65 лет и старше. Средний размер домашнего хозяйства составил 2,41 человек, а средний размер семьи — 2,95 человек.
Население города по возрастному диапазону по данным переписи 2000 года распределилось следующим образом: 26,7 % — жители младше 18 лет, 5,6 % — между 18 и 24 годами, 24,2 % — от 25 до 44 лет, 28,6 % — от 45 до 64 лет и 14,9 % — в возрасте 65 лет и старше. Средний возраст жителей составил 41 год. На каждые 100 женщин в Дейтоне приходилось 97,1 мужчин, при этом на каждые сто женщин 18 лет и старше приходилось 95,7 мужчин также старше 18 лет.
Средний доход на одно домашнее хозяйство в городе составил 36 597 долларов США, а средний доход на одну семью — 41 500 долларов. При этом мужчины имели средний доход в 30 909 долларов США в год против 18 056 долларов среднегодового дохода у женщин. Доход на душу населения в городе составил 16 389 долларов в год. 4,0 % от всего числа семей в округе и 7,0 % от всей численности населения находилось на момент переписи населения за чертой бедности, при этом 4,3 % из них были моложе 18 лет и 7,7 % — в возрасте 65 лет и старше.